# Église Saint-Hilaire de Saint-Hilaire-de-Villefranche
L'église Saint-Hilaire est une église située à Saint-Hilaire-de-Villefranche, dans le département français de la Charente-Maritime en région Nouvelle-Aquitaine.

## Historique
L'église est inscrite au titre des monuments historiques par arrêté de 1955.

## Galerie

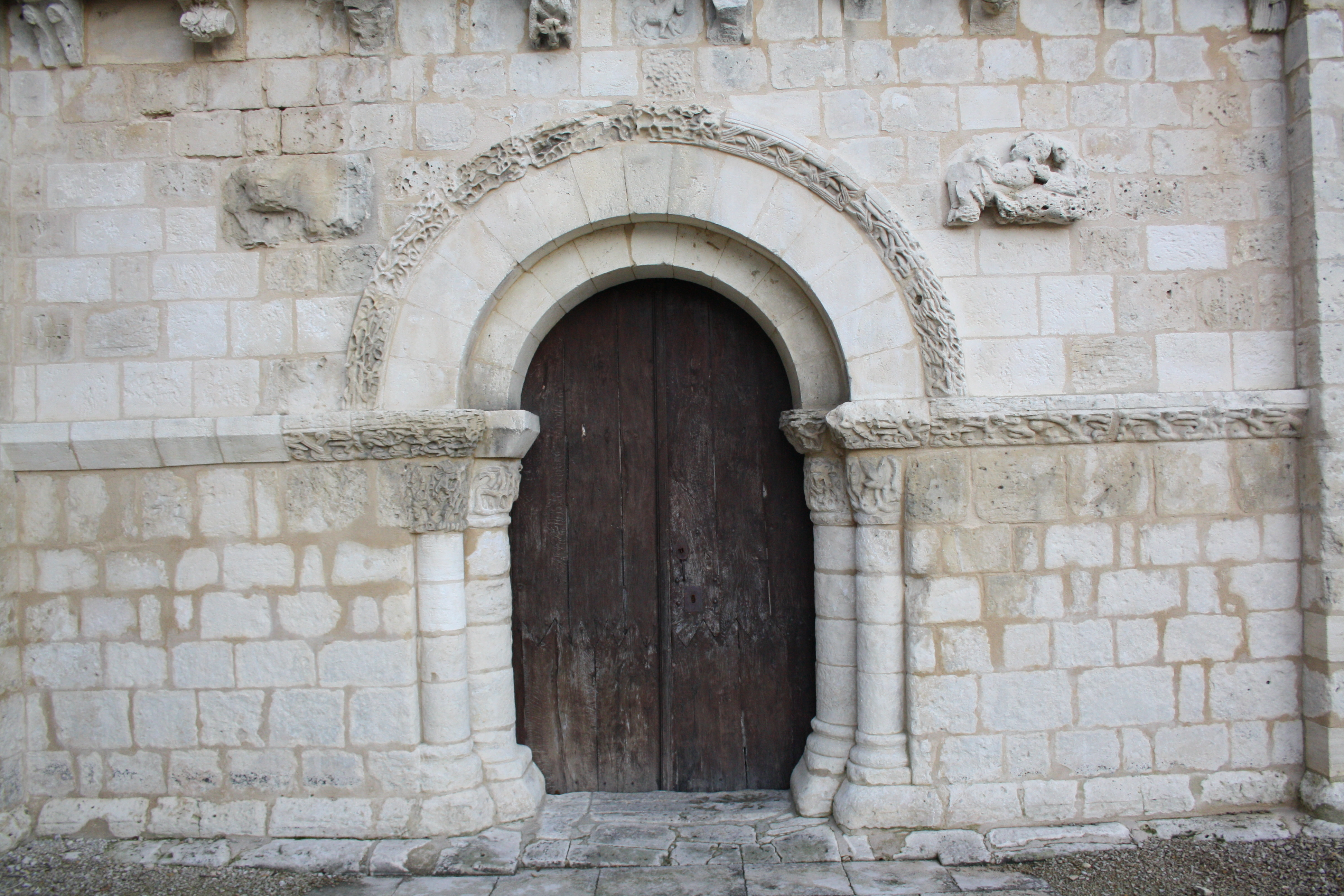
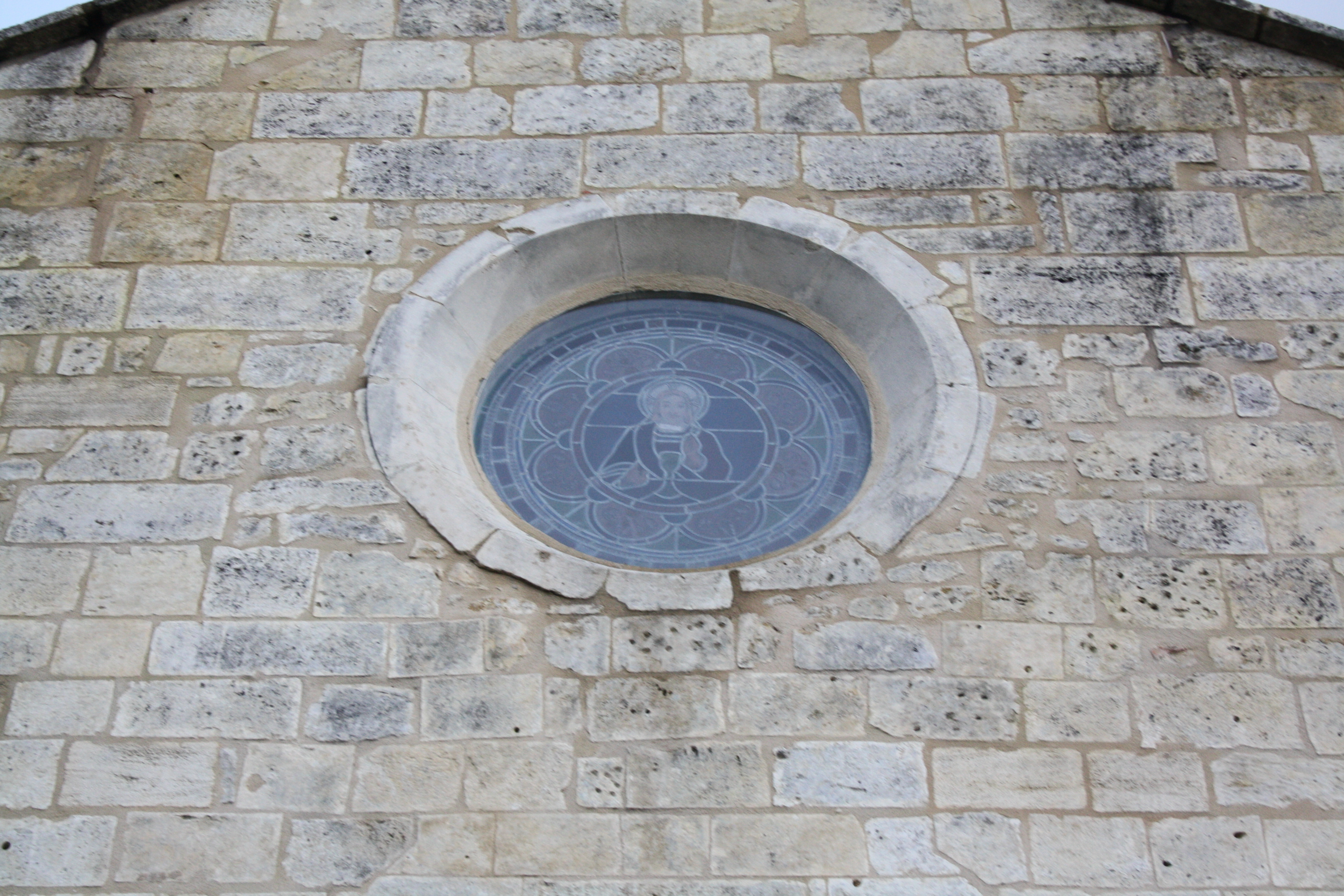